# Sen kväll med Luuk
Sen kväll med Luuk (under en kortare tid med titeln ”En kväll med Luuk”) var en svensk talkshow av och med Kristian Luuk som sändes på TV4 åren 1996–2004. Kristian Luuk har sagt i svenska medier att han hämtade inspiration från den amerikanske komikern Conan O'Brien och pratshowen Late Night with Conan O'Brien med skämt, gäster, musik och TV-sänd interaktion med studiomedarbetare.
Kristian Luuk körde alltid som avslut med varje gäst ”arga leken”. Bruce Springsteen var den enda som vägrade leken med orden: ”You got this nice suit and your own talk show, what's the deal with the angry game?”. Även Gösta Ekman hade svårt för den. ”Du kan göra den”, sa han, ”så pratar jag vidare om lite allt möjligt.”
I början programmet, efter att Luuk berättat vilka gäster som skulle vara hos honom, brukade han ha något som hette ”Veckans brev”. En person kom till Luuk med ett brev som innehöll frågor och ibland lustiga föremål.
Programmet visades under åren 1996–2004 med uppehåll 2002 för programledarens föräldraledighet. Under vårsäsongen 1997 till och med vårsäsongen 1998 började originalvisningarna tidigare under kvällen och sändes under namnet "En kväll med Luuk". I oktober 2004 meddelades det att programmet läggs ner på obestämd tid efter sexton säsonger. Programredaktör Josef Sterzenbach sade att programmet skulle ta en paus i minst ett år.
Vinjettmusiken är låten Yester-Me, Yester-You, Yesterday med Stevie Wonder. Programmets vinjetter har varit sådana där det stått ”Sen”, ”kväll”, ”med” och ”Luuk” på olika saker eller på olika platser.
Skådespelaren Felix Herngren har medverkat i programmet i roller som Papi Raul, Dan Bäckman och Tim Hibbins (tillsammans med Sasha Mesić).

## Medverkande
- Se Lista över medverkande i Sen kväll med Luuk.